# Deparia × togakushiensis
Deparia × togakushiensis là một loài dương xỉ trong họ Athyriaceae. Loài này được Otsuka & R.Fujiwara mô tả khoa học đầu tiên năm 1999.
Danh pháp khoa học của loài này chưa được làm sáng tỏ. 